# Partido Democrata (Luxemburgo)
O Partido Democrata (em luxemburguês: Demokratesch Partei; em francês: Parti démocratique; em alemão: Demokratische Partei), abreviado como DP, é um partido político social-liberal e liberal clássico de Luxemburgo. Um dos três maiores partidos do país, PD situa-se entre o centro e a centro-direita, mantendo-se favorável ao liberalismo econômico moderado combinado com uma forte ênfase nas liberdades civis, nos direitos humanos e no internacionalismo.
O DP foi fundado em 1955. O seu ex-presidente, Xavier Bettel, foi primeiro-ministro de Luxemburgo de 2013 a 2023, liderando os governos Bettel I e II em coligação com o Partido Operário Socialista Luxemburguês e os Verdes. O reduto do partido fica em torno da cidade de Luxemburgo, para qual fornece ao prefeito desde 1970.
O DP tem frequentemente desempenhado o papel de parceiro menor em coligações com o Partido Popular Social Cristão. É membro da Aliança dos Liberais e Democratas pela Europa e da Internacional Liberal. Tem sido um dos partidos liberais mais influentes da Europa, devido à sua força, ao seu envolvimento regular no governo e ao seu papel nas instituições internacionais.

## Resultados eleitorais

### Eleições legislativas
| Data | Cl. | Votos   | %     | +/- | Deputados | +/- | Status   |
| ---- | --- | ------- | ----- | --- | --------- | --- | -------- |
| 1959 | 3.º | 448.387 | 20,3% |     | 11 / 52   |     | Governo  |
| 1964 | 3.º | 280.644 | 12,2% | 8,1 | 6 / 56    | 5   | Oposição |
| 1968 | 3.º | 430.262 | 18,0% | 5,8 | 11 / 56   | 5   | Governo  |
| 1974 | 3.º | 668.043 | 23,3% | 5,3 | 14 / 59   | 3   | Governo  |
| 1979 | 3.º | 648.404 | 21,9% | 1,4 | 15 / 59   | 1   | Governo  |
| 1984 | 3.º | 614.627 | 20,4% | 1,5 | 14 / 64   | 1   | Oposição |
| 1989 | 3.º | 498.862 | 17,2% | 3,2 | 11 / 60   | 3   | Oposição |
| 1994 | 3.º | 548.246 | 19,3% | 2,1 | 12 / 60   | 1   | Oposição |
| 1999 | 2.º | 632.707 | 22,4% | 3,1 | 15 / 60   | 3   | Governo  |
| 2004 | 3.º | 460.601 | 16,1% | 6,3 | 10 / 60   | 5   | Oposição |
| 2009 | 3.º | 432.820 | 15,0% | 1,1 | 9 / 60    | 1   | Oposição |
| 2013 | 3.º | 597.879 | 18,3% | 3,3 | 13 / 60   | 4   | Governo  |
| 2018 | 3.º | 597.080 | 16,9% | 1,4 | 12 / 60   | 1   | Governo  |
| 2023 | 3.º | 703.833 | 18,7% | 1,7 | 14 / 60   | 2   | Governo  |

### Eleições europeias
| Data | Cl. | Votos   | %     | +/- | Deputados | +/-     |
| ---- | --- | ------- | ----- | --- | --------- | ------- |
| 1979 | 2.º | 274.307 | 28,1% |     | 2 / 6     |         |
| 1984 | 3.º | 218.481 | 22,1% | 6,0 | 1 / 6     | 1       |
| 1989 | 3.º | 198.254 | 20,0% | 2,1 | 1 / 6     | Estável |
| 1994 | 3.º | 190.997 | 18,8% | 1,2 | 1 / 6     | Estável |
| 1999 | 3.º | 207.379 | 20,5% | 1,7 | 1 / 6     | Estável |
| 2004 | 4.º | 162.064 | 14,9% | 5,6 | 1 / 6     | Estável |
| 2009 | 3.º | 210.107 | 18,7% | 3,8 | 1 / 6     | Estável |
| 2014 | 3.º | 173.255 | 14,8% | 3,9 | 1 / 6     | Estável |
| 2019 | 1.º | 268.910 | 21,4% | 6,6 | 2 / 6     | 1       |
| 2024 | 3.º | 253.344 | 18,9% | 2,5 | 1 / 6     | 1       |